# Kruppomenia macrodenticulata
Kruppomenia macrodenticulata is een Solenogastressoort uit de familie van de Simrothiellidae. De wetenschappelijke naam van de soort is voor het eerst geldig gepubliceerd in 2012 door Gil-Mansilla, García-Álvarez & Urgorri.